# درلس گومز
درلس گومز (انگلیسی: Derlis Gómez؛ زادهٔ ۲ نوامبر ۱۹۷۲) یک بازیکن فوتبال اهل پاراگوئه است.
وی همچنین در تیم ملی فوتبال پاراگوئه بازی کرده‌است.